# Robert Kuraś
Robert Kuraś (ur. 19 listopada 1983 w Biłgoraju) – polski aktor teatralny i filmowy. W 2009 ukończył studia Akademii Teatralnej w Warszawie. Występuje głównie w Warszawie w wielu teatrach m.in.: Nowym, Współczesnym, Ateneum, Narodowym i w Akademii Teatralnej.
Zagrał główną rolę w musicalu „Ach, Odessa Mamma” w Zielonej Górze. Jest asystentem gimnastyki w Akademii Teatralnej imienia Aleksandra Zelwerowicza w Warszawie. Trenuje gimnastykę i taniec.

## Spektakle teatralne
- „Bukowski Show” (2008)
- „Klątwa” (2008), reż. Janusz Opryński
- „Zbrodnia i Kara” (2007), reż. Barbara Sass
- „Requiem dla Gospodyni” (2005), reż. Zdzisław Wardejn, Stefan Szmidt
- „Balladyna” (2009), reż. Artur Tyszkiewicz
- „Sceny z Różewicza” (2009), reż. Wiesław Komasa
- „Moulin Noir. Antyrewia” (2008), reż. Marcin Przybylski
- „Trzy siostry” (2008), reż. Andrzej Domalik
- „Bezimienne Dzieło” (2013) reż. Jan Englert, Teatr Narodowy
- „Zorro” (2013) reż. Tomasz Dutkiewicz
- „Ach, Odessa Mamma” (2014) reż. Jan Szurmiej, Benia Krzyk
- „Ja Ciebie Też” (2015), reż. Lech Czako Mackiewicz

## Filmografia
- 2010: Ojciec Mateusz – jako Marek Barlicki (odc. 25)
- 2010: Na Wspólnej – jako kolega Kamila
- 2010: Hotel 52 – jako Paweł Sadyba, były szef kuchni
- 2011: Serce do walki
- 2012 : Komisarz Alex – jako Karol (odc. 19)
- 2012: Krew z krwi – jako Wiktor Rota w młodości (odc. 2)
- 2013:  Stacja Warszawa – jako Papież

## Dubbing
- Księżniczka z krainy słoni (2009), (jako Trent), reż. dubb. Dariusz Dunowski
- Batman: Odważni i bezwzględni (2009), (jako Robin), reż. dubb. Agata Gawrońska-Bauman
- Opowieści dziwnej treści: Żółw kontra Zając (2010), reż. dubb. Dobrosława Bałazy
- Jake i Blake (2010), reż. dubb. Agnieszka Zwolińska-Składanowska
- Brygada (2010), reż. dubb. Elżbieta Mikuś
- Czytaj i płacz (2010), reż. dubb. Łukasz Lewandowski
- Szesnaście życzeń (2010), reż. dubb. Łukasz Lewandowski
- Gormiti (2011), (jako Lucas), reż. dubb. Dariusz Dunowski
- Taniec rządzi (2011)
- Artur ratuje gwiazdkę (2011), reż. dubb. Anna Apostolakis
- Dzielna mała ciuchcia (2011), reż. dubb. Dobrosława Bałazy
- Happy Feet: Tupot małych stóp 2 (2011), reż. dubb. Agnieszka Matysiak
- Pokémon: Czerń i Biel (2011), (jako Cilan), reż. dubb. Szymon Orfin
- Niebezpieczny Henryk (2014–2020), (jako Ray Manchester/Kapitan Bee)
- Transformers: Wiek zagłady (2015), (jako Shane Dyson)